# Tipula gouldeni
Tipula gouldeni är en tvåvingeart som beskrevs av Podenas och Gelhaus 2000. Tipula gouldeni ingår i släktet Tipula och familjen storharkrankar.
Artens utbredningsområde är Mongoliet. Inga underarter finns listade i Catalogue of Life.